# WTA Tour 2023
El Hologic WTA Tour 2023 és el circuit de tennis professional femení de l'any 2023 organitzat per la WTA. La temporada va incloure un total de 60 torneigs dividits en Grand Slams (organitzats per la ITF), torneigs WTA 1000, WTA 500, WTA 250, el WTA Elite Trophy i el WTA Finals. També s'inclou la disputa de la Billie Jean King Cup.

## Calendari
Taula amb el calendari complet dels torneigs que pertanyen a la temporada 2023 de la WTA Tour. També s'inclouen les vencedores i les finalistes dels quadres individuals i dobles de cada torneig.
| Llegenda                 |
| ------------------------ |
| Grand Slam               |
| WTA Finals               |
| WTA 1000                 |
| WTA 500                  |
| WTA 250                  |
| Esdeveniments per equips |

| Data d'inici          | Torneig                                   | Superfície                        | Guanyadora/es | Finalista/es |
| --------------------- | ----------------------------------------- | --------------------------------- | --- | --- |
| 29 de desembre (2022) | United Cup                                | Dura                              | Estats Units: Taylor Fritz, Jessica Pegula, Frances Tiafoe, Madison Keys, Denis Kudla, Alycia Parks, Hunter Reese, Desirae Krawczyk | Itàlia: Matteo Berrettini, Martina Trevisan, Lorenzo Musetti, Lucia Bronzetti, Andrea Vavassori, Camilla Rosatello, Marco Bortolotti |
| 2 de gener            | Adelaida (I)                              | Dura                              | Arina Sabalenka | Linda Nosková |
| 2 de gener            | Adelaida (I)                              | Dura                              | Asia Muhammad / Taylor Townsend | Storm Hunter / Kateřina Siniaková |
| 2 de gener            | Auckland                                  | Dura                              | Coco Gauff | Rebeka Masarova |
| 2 de gener            | Auckland                                  | Dura                              | Miyu Kato / Aldila Sutjiadi | Leylah Fernandez / Bethanie Mattek-Sands                                                                                             |
| 9 de gener            | Adelaida (II)                             | Dura                              | Belinda Bencic | Dària Kassàtkina |
| 9 de gener            | Adelaida (II)                             | Dura                              | Luisa Stefani / Taylor Townsend | Anastassia Pavliutxénkova / Ielena Ribàkina                                                                                          |
| 9 de gener            | Hobart                                    | Dura                              | Lauren Davis | Elisabetta Cocciaretto |
| 9 de gener            | Hobart                                    | Dura                              | Kirsten Flipkens / Laura Siegemund                                                                                                  | Viktorija Golubic / Panna Udvardy |
| 16 de gener           | Open d'Austràlia                          | Dura                              | Arina Sabalenka | Ielena Ribàkina |
| 16 de gener           | Open d'Austràlia                          | Dura                              | Barbora Krejčíková / Kateřina Siniaková                                                                                             | Shuko Aoyama / Ena Shibahara |
| 16 de gener           | Open d'Austràlia                          | Dura                              | Luisa Stefani / Rafael Matos | Sania Mirza / Rohan Bopanna |
| 30 de gener           | Hua Hin                                   | Dura                              | Zhu Lin | Lesia Tsurenko |
| 30 de gener           | Hua Hin                                   | Dura                              | Chan Hao-ching / Wu Fang-hsien | Wang Xinyu / Zhu Lin |
| 30 de gener           | Lió                                       | Dura (i)                          | Alycia Parks | Caroline Garcia |
| 30 de gener           | Lió                                       | Dura (i)                          | Cristina Bucșa / Bibiane Schoofs | Olga Danilović / Alexandra Panova |
| 6 de febrer           | Abu Dhabi                                 | Dura                              | Belinda Bencic | Liudmila Samsonova |
| 6 de febrer           | Abu Dhabi                                 | Dura                              | Luisa Stefani / Zhang Shuai | Shuko Aoyama / Chan Hao-ching |
| 6 de febrer           | Linz                                      | Dura                              | Anastassia Potàpova | Petra Martić |
| 6 de febrer           | Linz                                      | Dura                              | Natela Dzalamidze / Viktória Kužmová                                                                                                | Anna-Lena Friedsam / Nadia Kitxenok                                                                                                  |
| 13 de febrer          | Doha                                      | Dura                              | Iga Świątek | Jessica Pegula |
| 13 de febrer          | Doha                                      | Dura                              | Coco Gauff / Jessica Pegula | Liudmila Kitxenok / Jeļena Ostapenko                                                                                                 |
| 19 de febrer          | Dubai                                     | Dura                              | Barbora Krejčíková | Iga Świątek |
| 19 de febrer          | Dubai                                     | Dura                              | Veronika Kudermétova / Liudmila Samsonova                                                                                           | Chan Hao-ching / Latisha Chan |
| 19 de febrer          | Mérida                                    | Dura                              | Camila Giorgi | Rebecca Peterson |
| 19 de febrer          | Mérida                                    | Dura                              | Caty McNally / Diane Parry | Wang Xinyu / Wu Fang-hsien |
| 27 de febrer          | Austin                                    | Dura                              | Marta Kostyuk | Varvara Gracheva |
| 27 de febrer          | Austin                                    | Dura                              | Erin Routliffe / Aldila Sutjiadi | Nicole Melichar-Martinez / Ellen Perez                                                                                               |
| 27 de febrer          | Monterrey                                 | Dura                              | Donna Vekić | Caroline Garcia |
| 27 de febrer          | Monterrey                                 | Dura                              | Yuliana Lizarazo / María Paulina Pérez                                                                                              | Kimberly Birrell / Fernanda Contreras Gómez                                                                                          |
| 8 de març             | Indian Wells                              | Dura                              | Ielena Ribàkina | Arina Sabalenka |
| 8 de març             | Indian Wells                              | Dura                              | Barbora Krejčíková / Kateřina Siniaková                                                                                             | Beatriz Haddad Maia / Laura Siegemund                                                                                                |
| 21 de març            | Miami                                     | Dura                              | Petra Kvitová | Ielena Ribàkina |
| 21 de març            | Miami                                     | Dura                              | Coco Gauff / Jessica Pegula | Leylah Fernandez / Taylor Townsend                                                                                                   |
| 3 d'abril             | Charleston                                | Terra batuda                      | Ons Jabeur | Belinda Bencic |
| 3 d'abril             | Charleston                                | Terra batuda                      | Danielle Collins / Desirae Krawczyk                                                                                                 | Giuliana Olmos / Ena Shibahara |
| 3 d'abril             | Bogotà                                    | Terra batuda                      | Tatjana Maria | Peyton Stearns |
| 3 d'abril             | Bogotà                                    | Terra batuda                      | Irina Khromacheva / Iryna Shymanovich                                                                                               | Oksana Kalashnikova / Katarzyna Piter                                                                                                |
| 10 d'abril            | Billie Jean King Cup (Fase classificació) |                                   | | |
| 17 d'abril            | Stuttgart                                 | Terra batuda                      | Iga Świątek | Arina Sabalenka |
| 17 d'abril            | Stuttgart                                 | Terra batuda                      | Desirae Krawczyk / Demi Schuurs | Nicole Melichar-Martinez / Giuliana Olmos                                                                                            |
| 17 d'abril            | Istanbul                                  | Terra batuda                      | Torneig suspès pel desviament de fons cap a l'ajuda humanitària a causa dels terratrèmols.                                          | Torneig suspès pel desviament de fons cap a l'ajuda humanitària a causa dels terratrèmols.                                           |
| 25 d'abril            | Madrid                                    | Terra batuda                      | Arina Sabalenka | Iga Świątek |
| 25 d'abril            | Madrid                                    | Terra batuda                      | Viktória Azàrenka / Beatriz Haddad Maia                                                                                             | Coco Gauff / Jessica Pegula |
| 8 de maig             | Roma                                      | Terra batuda                      | Ielena Ribàkina | Anhelina Kalinina |
| 8 de maig             | Roma                                      | Terra batuda                      | Storm Hunter / Elise Mertens | Coco Gauff / Jessica Pegula |
| 21 de maig            | Estrasburg                                | Terra batuda                      | Elina Svitòlina | Anna Blinkova |
| 21 de maig            | Estrasburg                                | Terra batuda                      | Xu Yifan / Yang Zhaoxuan | Desirae Krawczyk / Giuliana Olmos |
| 21 de maig            | Rabat                                     | Terra batuda                      | Lucia Bronzetti | Julia Grabher |
| 21 de maig            | Rabat                                     | Terra batuda                      | Sabrina Santamaria / Yana Sizikova                                                                                                  | Lidziya Marozava / Ingrid Gamarra Martins                                                                                            |
| 28 de maig            | Roland Garros                             | Terra batuda                      | Iga Świątek | Karolína Muchová |
| 28 de maig            | Roland Garros                             | Terra batuda                      | Hsieh Su-wei / Wang Xinyu | Leylah Fernandez / Taylor Townsend                                                                                                   |
| 28 de maig            | Roland Garros                             | Terra batuda                      | Miyu Kato / Tim Pütz | Bianca Andreescu / Michael Venus |
| 12 de juny            | 's-Hertogenbosch                          | Gespa                             | Ekaterina Alexandrova | Veronika Kudermétova |
| 12 de juny            | 's-Hertogenbosch                          | Gespa                             | Shuko Aoyama / Ena Shibahara | Viktória Hrunčáková / Tereza Mihalíková                                                                                              |
| 12 de juny            | Nottingham                                | Gespa                             | Katie Boulter | Jodie Burrage |
| 12 de juny            | Nottingham                                | Gespa                             | Ulrikke Eikeri / Ingrid Neel | Harriet Dart / Heather Watson |
| 19 de juny            | Berlín                                    | Gespa                             | Petra Kvitová | Donna Vekić |
| 19 de juny            | Berlín                                    | Gespa                             | Caroline Garcia / Luisa Stefani | Kateřina Siniaková / Markéta Vondroušová                                                                                             |
| 19 de juny            | Birmingham                                | Gespa                             | Jeļena Ostapenko | Barbora Krejčíková |
| 19 de juny            | Birmingham                                | Gespa                             | Marta Kostyuk / Barbora Krejčiková                                                                                                  | Storm Hunter / Alycia Parks |
| 25 de juny            | Eastbourne                                | Gespa                             | Madison Keys | Dària Kassàtkina |
| 25 de juny            | Eastbourne                                | Gespa                             | Desirae Krawczyk / Demi Schuurs | Nicole Melichar-Martinez / Ellen Perez                                                                                               |
| 25 de juny            | Bad Homburg                               | Gespa                             | Kateřina Siniaková | Lucia Bronzetti |
| 25 de juny            | Bad Homburg                               | Gespa                             | Ingrid Gamarra Martins / Lidziya Marozava                                                                                           | Eri Hozumi / Monica Niculescu |
| 3 de juliol           | Wimbledon                                 | Gespa                             | Markéta Vondroušová | Ons Jabeur |
| 3 de juliol           | Wimbledon                                 | Gespa                             | Hsieh Su-wei / Barbora Strýcová | Storm Hunter / Elise Mertens |
| 3 de juliol           | Wimbledon                                 | Gespa                             | Liudmila Kitxenok / Mate Pavić | Xu Yifan / Joran Vliegen |
| 17 de juliol          | Hopman Cup                                | Terra batuda                      | Croàcia: Donna Vekić, Borna Ćorić                                                                                                   | Suïssa: Céline Naef, Leandro Riedi                                                                                                   |
| 17 de juliol          | Budapest                                  | Terra batuda                      | Maria Timofeeva | Kateryna Baindl |
| 17 de juliol          | Budapest                                  | Terra batuda                      | Katarzyna Piter / Fanny Stollár | Jessie Aney / Anna Sisková |
| 17 de juliol          | Palerm                                    | Terra batuda                      | Zheng Qinwen | Jasmine Paolini |
| 17 de juliol          | Palerm                                    | Terra batuda                      | Yana Sizikova / Kimberley Zimmermann                                                                                                | Angelica Moratelli / Camilla Rosatello                                                                                               |
| 23 de juliol          | Hamburg                                   | Terra batuda                      | Arantxa Rus | Noma Noha Akugue |
| 23 de juliol          | Hamburg                                   | Terra batuda                      | Anna Danilina / Alexandra Panova | Miriam Kolodziejová / Angela Kulikov                                                                                                 |
| 23 de juliol          | Varsòvia                                  | Terra batuda                      | Iga Świątek | Laura Siegemund |
| 23 de juliol          | Varsòvia                                  | Terra batuda                      | Heather Watson / Yanina Wickmayer                                                                                                   | Weronika Falkowska / Katarzyna Piter                                                                                                 |
| 23 de juliol          | Lausana                                   | Terra batuda                      | Elisabetta Cocciaretto | Clara Burel |
| 23 de juliol          | Lausana                                   | Terra batuda                      | Anna Bondár / Diane Parry | Amina Anshba / Anastasia Dețiuc |
| 31 de juliol          | Washington DC                             | Dura                              | Coco Gauff | Maria Sakkari |
| 31 de juliol          | Washington DC                             | Dura                              | Laura Siegemund / Vera Zvonariova                                                                                                   | Alexa Guarachi / Monica Niculescu |
| 31 de juliol          | Praga                                     | Dura                              | Nao Hibino | Linda Nosková |
| 31 de juliol          | Praga                                     | Dura                              | Nao Hibino / Oksana Kalashnikova | Quinn Gleason / Elixane Lechemia |
| 7 d'agost             | Mont-real                                 | Dura                              | Jessica Pegula | Liudmila Samsonova |
| 7 d'agost             | Mont-real                                 | Dura                              | Shuko Aoyama / Ena Shibahara | Desirae Krawczyk / Demi Schuurs |
| 14 d'agost            | Cincinnati                                | Dura                              | Coco Gauff | Karolína Muchová |
| 14 d'agost            | Cincinnati                                | Dura                              | Alycia Parks / Taylor Townsend | Nicole Melichar-Martinez / Ellen Perez                                                                                               |
| 20 d'agost            | Cleveland                                 | Dura                              | Sara Sorribes Tormo | Ekaterina Alexandrova |
| 20 d'agost            | Cleveland                                 | Dura                              | Miyu Kato / Aldila Sutjiadi | Nicole Melichar-Martinez / Ellen Perez                                                                                               |
| 28 d'agost            | US Open                                   | Dura                              | Coco Gauff | Arina Sabalenka |
| 28 d'agost            | US Open                                   | Dura                              | Gabriela Dabrowski / Erin Routliffe                                                                                                 | Laura Siegemund / Vera Zvonariova |
| 28 d'agost            | US Open                                   | Dura                              | Anna Danilina / Harri Heliövaara | Jessica Pegula / Austin Krajicek |
| 11 de setembre        | San Diego                                 | Dura                              | Barbora Krejčíková | Sofia Kenin |
| 11 de setembre        | San Diego                                 | Dura                              | Barbora Krejčíková / Kateřina Siniaková                                                                                             | Danielle Collins / CoCo Vandeweghe                                                                                                   |
| 11 de setembre        | Osaka                                     | Dura                              | Ashlyn Krueger | Zhu Lin |
| 11 de setembre        | Osaka                                     | Dura                              | Anna-Lena Friedsam / Nadiia Kichenok                                                                                                | Anna Kalinskaya / Yulia Putintseva                                                                                                   |
| 18 de setembre        | Guadalajara                               | Dura                              | Maria Sakkari | Caroline Dolehide |
| 18 de setembre        | Guadalajara                               | Dura                              | Storm Hunter / Elise Mertens | Gabriela Dabrowski / Erin Routliffe                                                                                                  |
| 18 de setembre        | Canton                                    | Dura                              | Wang Xiyu | Magda Linette |
| 18 de setembre        | Canton                                    | Dura                              | Guo Hanyu / Jiang Xinyu | Eri Hozumi / Makoto Ninomiya |
| 25 de setembre        | Tòquio                                    | Dura                              | Veronika Kudermétova | Jessica Pegula |
| 25 de setembre        | Tòquio                                    | Dura                              | Ulrikke Eikeri / Ingrid Neel | Eri Hozumi / Makoto Ninomiya |
| 25 de setembre        | Ningbo                                    | Dura                              | Ons Jabeur | Diana Shnaider |
| 25 de setembre        | Ningbo                                    | Dura                              | Laura Siegemund / Vera Zvonariova                                                                                                   | Guo Hanyu / Jiang Xinyu |
| 2 d'octubre           | Pequín                                    | Dura                              | Iga Świątek | Liudmila Samsonova |
| 2 d'octubre           | Pequín                                    | Dura                              | Marie Bouzková / Sara Sorribes Tormo                                                                                                | Chan Hao-ching / Giuliana Olmos |
| 9 d'octubre           | Zhengzhou                                 | Dura                              | Zheng Qinwen | Barbora Krejčíková |
| 9 d'octubre           | Zhengzhou                                 | Dura                              | Gabriela Dabrowski / Erin Routliffe                                                                                                 | Shuko Aoyama / Ena Shibahara |
| 9 d'octubre           | Seül                                      | Dura                              | Jessica Pegula | Yuan Yue |
| 9 d'octubre           | Seül                                      | Dura                              | Marie Bouzková / Bethanie Mattek-Sands                                                                                              | Luksika Kumkhum / Peangtarn Plipuech                                                                                                 |
| 9 d'octubre           | Hong Kong                                 | Dura                              | Leylah Fernandez | Kateřina Siniaková |
| 9 d'octubre           | Hong Kong                                 | Dura                              | Tang Qianhui / Tsao Chia-yi | Oksana Kalashnikova / Aliaksandra Sasnovich                                                                                          |
| 16 d'octubre          | Cluj-Napoca                               | Dura                              | Tamara Korpatsch | Elena-Gabriela Ruse |
| 16 d'octubre          | Cluj-Napoca                               | Dura                              | Jodie Burrage / Jil Teichmann | Léolia Jeanjean / Valeriya Strakhova                                                                                                 |
| 16 d'octubre          | Monastir                                  | Dura                              | Elise Mertens | Jasmine Paolini |
| 16 d'octubre          | Monastir                                  | Dura                              | Sara Errani / Jasmine Paolini | Mai Hontama / Natalija Stevanović |
| 16 d'octubre          | Nanchang                                  | Dura                              | Kateřina Siniaková | Marie Bouzková |
| 16 d'octubre          | Nanchang                                  | Dura                              | Laura Siegemund / Vera Zvonariova                                                                                                   | Eri Hozumi / Makoto Ninomiya |
| 24 d'octubre          | WTA Elite Trophy (Zhuhai)                 | Dura (i)                          | Beatriz Haddad Maia | Zheng Qinwen |
| 24 d'octubre          | WTA Elite Trophy (Zhuhai)                 | Dura (i)                          | Beatriz Haddad Maia / Veronika Kudermétova                                                                                          | Miyu Kato / Aldila Sutjiadi |
| 29 d'octubre          | WTA Finals (Cancún)                       |                                   | Iga Świątek | Jessica Pegula |
| 29 d'octubre          | WTA Finals (Cancún)                       | Laura Siegemund / Vera Zvonariova | Nicole Melichar-Martinez / Ellen Perez                                                                                              | |
| 7 de novembre         | Billie Jean King Cup (Final) (Sevilla)    |                                   | Canadà: Leylah Fernandez, Rebecca Marino, Marina Stakusic, Eugenie Bouchard, Gabriela Dabrowski                                     | Itàlia: Jasmine Paolini, Martina Trevisan, Elisabetta Cocciaretto, Lucia Bronzetti, Lucrezia Stefanini                               |

## Estadístiques
La següent taula mostra el nombre de títols aconseguits de forma individual (I), dobles femenins (D) i dobles mixts (X) aconseguits per cada tennista i també per països durant la temporada 2023. Els torneigs estan ordenats segons la seva categoria dins el calendari WTA Tour 2023: Grand Slams, WTA Finals, WTA 1000, WTA 500 i WTA 250. L'ordre de les jugadores s'ha establert a partir del nombre total de títols i després segons la quantitat de títols de cada categoria de torneigs.

### Títols per tennista
| Total | Tennista               | Grand Slams | Grand Slams | Grand Slams | Finals | Finals | WTA 1000 | WTA 1000 | WTA 500 | WTA 500 | WTA 250 | WTA 250 | Resum | Resum | Resum |
| Total | Tennista               | I           | D           | X           | I      | D      | I        | D        | I       | D       | I       | D       | I     | D     | X     |
| ----- | ---------------------- | ----------- | ----------- | ----------- | ------ | ------ | -------- | -------- | ------- | ------- | ------- | ------- | ----- | ----- | ----- |
| 6     | Iga Świątek            | ●           |             |             | ●      |        | ●        |          | ●       |         | ●       |         | 6     | 0     | 0     |
| 6     | Coco Gauff             | ●           |             |             |        |        | ●        | ●        | ●       | ●       | ●       |         | 4     | 2     | 0     |
| 6     | Barbora Krejčíková     |             | ●           |             |        |        | ●        | ●        | ●       | ●       |         | ●       | 2     | 4     | 0     |
| 5     | Kateřina Siniaková     |             | ●           |             |        |        |          | ●        |         | ●       | ●       |         | 2     | 3     | 0     |
| 5     | Laura Siegemund        |             |             |             |        | ●      |          |          |         | ●       |         | ●       | 0     | 5     | 0     |
| 4     | Luisa Stefani          |             |             | ●           |        |        |          |          |         | ●       |         |         | 0     | 3     | 1     |
| 4     | Jessica Pegula         |             |             |             |        |        | ●        | ●        |         | ●       | ●       |         | 1     | 3     | 0     |
| 4     | Vera Zvonariova        |             |             |             |        | ●      |          |          |         | ●       |         | ●       | 0     | 4     | 0     |
| 3     | Arina Sabalenka        | ●           |             |             |        |        | ●        |          | ●       |         |         |         | 3     | 0     | 0     |
| 3     | Erin Routliffe         |             | ●           |             |        |        |          |          |         | ●       |         | ●       | 0     | 3     | 0     |
| 3     | Miyu Kato              |             |             | ●           |        |        |          |          |         |         |         | ●       | 0     | 2     | 1     |
| 3     | Beatriz Haddad Maia    |             |             |             | ●      | ●      |          | ●        |         |         |         |         | 1     | 2     | 0     |
| 3     | Veronika Kudermétova   |             |             |             |        | ●      |          | ●        | ●       |         |         |         | 1     | 2     | 0     |
| 3     | Elise Mertens          |             |             |             |        |        |          | ●        |         |         | ●       |         | 1     | 2     | 0     |
| 3     | Taylor Townsend        |             |             |             |        |        |          | ●        |         | ●       |         |         | 0     | 3     | 0     |
| 3     | Desirae Krawczyk       |             |             |             |        |        |          |          |         | ●       |         |         | 0     | 3     | 0     |
| 3     | Aldila Sutjiadi        |             |             |             |        |        |          |          |         |         |         | ●       | 0     | 3     | 0     |
| 2     | Hsieh Su-wei           |             | ●           |             |        |        |          |          |         |         |         |         | 0     | 2     | 0     |
| 2     | Gabriela Dabrowski     |             | ●           |             |        |        |          |          |         | ●       |         |         | 0     | 2     | 0     |
| 2     | Anna Danilina          |             |             | ●           |        |        |          |          |         |         |         | ●       | 0     | 1     | 1     |
| 2     | Ielena Ribàkina        |             |             |             |        |        | ●        |          |         |         |         |         | 2     | 0     | 0     |
| 2     | Storm Hunter           |             |             |             |        |        |          | ●        |         |         |         |         | 0     | 2     | 0     |
| 2     | Petra Kvitová          |             |             |             |        |        | ●        |          | ●       |         |         |         | 2     | 0     | 0     |
| 2     | Alycia Parks           |             |             |             |        |        |          | ●        |         |         | ●       |         | 1     | 1     | 0     |
| 2     | Sara Sorribes Tormo    |             |             |             |        |        |          | ●        |         |         | ●       |         | 1     | 1     | 0     |
| 2     | Shuko Aoyama           |             |             |             |        |        |          | ●        |         |         |         | ●       | 0     | 2     | 0     |
| 2     | Marie Bouzková         |             |             |             |        |        |          | ●        |         |         |         | ●       | 0     | 2     | 0     |
| 2     | Ena Shibahara          |             |             |             |        |        |          | ●        |         |         |         | ●       | 0     | 2     | 0     |
| 2     | Belinda Bencic         |             |             |             |        |        |          |          | ●       |         |         |         | 2     | 0     | 0     |
| 2     | Demi Schuurs           |             |             |             |        |        |          |          |         | ●       |         |         | 0     | 2     | 0     |
| 2     | Ons Jabeur             |             |             |             |        |        |          |          | ●       |         | ●       |         | 2     | 0     | 0     |
| 2     | Zheng Qinwen           |             |             |             |        |        |          |          | ●       |         | ●       |         | 2     | 0     | 0     |
| 2     | Ulrikke Eikeri         |             |             |             |        |        |          |          |         | ●       |         | ●       | 0     | 2     | 0     |
| 2     | Ingrid Neel            |             |             |             |        |        |          |          |         | ●       |         | ●       | 0     | 2     | 0     |
| 2     | Nao Hibino             |             |             |             |        |        |          |          |         |         | ●       | ●       | 1     | 1     | 0     |
| 2     | Marta Kostyuk          |             |             |             |        |        |          |          |         |         | ●       | ●       | 1     | 1     | 0     |
| 2     | Diane Parry            |             |             |             |        |        |          |          |         |         |         | ●       | 0     | 2     | 0     |
| 2     | Yana Sizikova          |             |             |             |        |        |          |          |         |         |         | ●       | 0     | 2     | 0     |
| 1     | Markéta Vondroušová    | ●           |             |             |        |        |          |          |         |         |         |         | 1     | 0     | 0     |
| 1     | Barbora Strýcová       |             | ●           |             |        |        |          |          |         |         |         |         | 0     | 1     | 0     |
| 1     | Wang Xinyu             |             | ●           |             |        |        |          |          |         |         |         |         | 0     | 1     | 0     |
| 1     | Liudmila Kitxenok      |             |             | ●           |        |        |          |          |         |         |         |         | 0     | 0     | 1     |
| 1     | Maria Sakkari          |             |             |             |        |        | ●        |          |         |         |         |         | 1     | 0     | 0     |
| 1     | Viktória Azàrenka      |             |             |             |        |        |          | ●        |         |         |         |         | 0     | 1     | 0     |
| 1     | Liudmila Samsonova     |             |             |             |        |        |          | ●        |         |         |         |         | 0     | 1     | 0     |
| 1     | Madison Keys           |             |             |             |        |        |          |          | ●       |         |         |         | 1     | 0     | 0     |
| 1     | Danielle Collins       |             |             |             |        |        |          |          |         | ●       |         |         | 0     | 1     | 0     |
| 1     | Caroline Garcia        |             |             |             |        |        |          |          |         | ●       |         |         | 0     | 1     | 0     |
| 1     | Asia Muhammad          |             |             |             |        |        |          |          |         | ●       |         |         | 0     | 1     | 0     |
| 1     | Zhang Shuai            |             |             |             |        |        |          |          |         | ●       |         |         | 0     | 1     | 0     |
| 1     | Ekaterina Alexandrova  |             |             |             |        |        |          |          |         |         | ●       |         | 1     | 0     | 0     |
| 1     | Katie Boulter          |             |             |             |        |        |          |          |         |         | ●       |         | 1     | 0     | 0     |
| 1     | Elisabetta Cocciaretto |             |             |             |        |        |          |          |         |         | ●       |         | 1     | 0     | 0     |
| 1     | Lucia Bronzetti        |             |             |             |        |        |          |          |         |         | ●       |         | 1     | 0     | 0     |
| 1     | Lauren Davis           |             |             |             |        |        |          |          |         |         | ●       |         | 1     | 0     | 0     |
| 1     | Leylah Fernandez       |             |             |             |        |        |          |          |         |         | ●       |         | 1     | 0     | 0     |
| 1     | Camila Giorgi          |             |             |             |        |        |          |          |         |         | ●       |         | 1     | 0     | 0     |
| 1     | Tamara Korpatsch       |             |             |             |        |        |          |          |         |         | ●       |         | 1     | 1     | 0     |
| 1     | Ashlyn Krueger         |             |             |             |        |        |          |          |         |         | ●       |         | 1     | 1     | 0     |
| 1     | Tatjana Maria          |             |             |             |        |        |          |          |         |         | ●       |         | 1     | 0     | 0     |
| 1     | Jeļena Ostapenko       |             |             |             |        |        |          |          |         |         | ●       |         | 1     | 1     | 0     |
| 1     | Anastassia Potàpova    |             |             |             |        |        |          |          |         |         | ●       |         | 1     | 0     | 0     |
| 1     | Arantxa Rus            |             |             |             |        |        |          |          |         |         | ●       |         | 1     | 0     | 0     |
| 1     | Elina Svitòlina        |             |             |             |        |        |          |          |         |         | ●       |         | 1     | 0     | 0     |
| 1     | Maria Timofeeva        |             |             |             |        |        |          |          |         |         | ●       |         | 1     | 0     | 0     |
| 1     | Donna Vekić            |             |             |             |        |        |          |          |         |         | ●       |         | 1     | 0     | 0     |
| 1     | Wang Xiyu              |             |             |             |        |        |          |          |         |         | ●       |         | 1     | 0     | 0     |
| 1     | Zhu Lin                |             |             |             |        |        |          |          |         |         | ●       |         | 1     | 0     | 0     |
| 1     | Anna Bondár            |             |             |             |        |        |          |          |         |         |         | ●       | 0     | 1     | 0     |
| 1     | Cristina Bucșa         |             |             |             |        |        |          |          |         |         |         | ●       | 0     | 1     | 0     |
| 1     | Jodie Burrage          |             |             |             |        |        |          |          |         |         |         | ●       | 0     | 1     | 0     |
| 1     | Chan Hao-ching         |             |             |             |        |        |          |          |         |         |         | ●       | 0     | 1     | 0     |
| 1     | Natela Dzalamidze      |             |             |             |        |        |          |          |         |         |         | ●       | 0     | 1     | 0     |
| 1     | Sara Errani            |             |             |             |        |        |          |          |         |         |         | ●       | 0     | 1     | 0     |
| 1     | Kirsten Flipkens       |             |             |             |        |        |          |          |         |         |         | ●       | 0     | 1     | 0     |
| 1     | Anna-Lena Friedsam     |             |             |             |        |        |          |          |         |         |         | ●       | 0     | 1     | 0     |
| 1     | Ingrid Gamarra Martins |             |             |             |        |        |          |          |         |         |         | ●       | 0     | 1     | 0     |
| 1     | Guo Hanyu              |             |             |             |        |        |          |          |         |         |         | ●       | 0     | 1     | 0     |
| 1     | Jiang Xinyu            |             |             |             |        |        |          |          |         |         |         | ●       | 0     | 1     | 0     |
| 1     | Oksana Kalashnikova    |             |             |             |        |        |          |          |         |         |         | ●       | 0     | 1     | 0     |
| 1     | Irina Khromacheva      |             |             |             |        |        |          |          |         |         |         | ●       | 0     | 1     | 0     |
| 1     | Nadiia Kichenok        |             |             |             |        |        |          |          |         |         |         | ●       | 0     | 1     | 0     |
| 1     | Viktória Kužmová       |             |             |             |        |        |          |          |         |         |         | ●       | 0     | 1     | 0     |
| 1     | Yuliana Lizarazo       |             |             |             |        |        |          |          |         |         |         | ●       | 0     | 1     | 0     |
| 1     | Lidziya Marozava       |             |             |             |        |        |          |          |         |         |         | ●       | 0     | 1     | 0     |
| 1     | Bethanie Mattek-Sands  |             |             |             |        |        |          |          |         |         |         | ●       | 0     | 1     | 0     |
| 1     | Caty McNally           |             |             |             |        |        |          |          |         |         |         | ●       | 0     | 1     | 0     |
| 1     | Alexandra Panova       |             |             |             |        |        |          |          |         |         |         | ●       | 0     | 1     | 0     |
| 1     | Jasmine Paolini        |             |             |             |        |        |          |          |         |         |         | ●       | 0     | 1     | 0     |
| 1     | María Paulina Pérez    |             |             |             |        |        |          |          |         |         |         | ●       | 0     | 1     | 0     |
| 1     | Katarzyna Piter        |             |             |             |        |        |          |          |         |         |         | ●       | 0     | 1     | 0     |
| 1     | Sabrina Santamaria     |             |             |             |        |        |          |          |         |         |         | ●       | 0     | 1     | 0     |
| 1     | Bibiane Schoofs        |             |             |             |        |        |          |          |         |         |         | ●       | 0     | 1     | 0     |
| 1     | Iryna Shymanovich      |             |             |             |        |        |          |          |         |         |         | ●       | 0     | 1     | 0     |
| 1     | Fanny Stollár          |             |             |             |        |        |          |          |         |         |         | ●       | 0     | 1     | 0     |
| 1     | Tang Qianhui           |             |             |             |        |        |          |          |         |         |         | ●       | 0     | 1     | 0     |
| 1     | Jil Teichmann          |             |             |             |        |        |          |          |         |         |         | ●       | 0     | 1     | 0     |
| 1     | Tsao Chia-yi           |             |             |             |        |        |          |          |         |         |         | ●       | 0     | 1     | 0     |
| 1     | Heather Watson         |             |             |             |        |        |          |          |         |         |         | ●       | 0     | 1     | 0     |
| 1     | Yanina Wickmayer       |             |             |             |        |        |          |          |         |         |         | ●       | 0     | 1     | 0     |
| 1     | Wu Fang-hsien          |             |             |             |        |        |          |          |         |         |         | ●       | 0     | 1     | 0     |
| 1     | Xu Yifan               |             |             |             |        |        |          |          |         |         |         | ●       | 0     | 1     | 0     |
| 1     | Yang Zhaoxuan          |             |             |             |        |        |          |          |         |         |         | ●       | 0     | 1     | 0     |
| 1     | Kimberley Zimmermann   |             |             |             |        |        |          |          |         |         |         | ●       | 0     | 1     | 0     |

### Títols per estat
| Total | País            | Grand Slams | Grand Slams | Grand Slams | Finals | Finals | WTA 1000 | WTA 1000 | WTA 500 | WTA 500 | WTA 250 | WTA 250 | Resum | Resum | Resum |
| Total | País            | I           | D           | X           | I      | D      | I        | D        | I       | D       | I       | D       | I     | D     | X     |
| ----- | --------------- | ----------- | ----------- | ----------- | ------ | ------ | -------- | -------- | ------- | ------- | ------- | ------- | ----- | ----- | ----- |
| 21    | Estats Units    | 1           |             |             |        |        | 2        | 2        | 2       | 6       | 5       | 3       | 10    | 11    | 0     |
| 14    | Txèquia         | 1           | 2           |             |        |        | 2        | 2        | 2       | 1       | 2       | 2       | 7     | 7     | 0     |
| 14    | Rússia          |             |             |             |        | 2      |          | 1        | 1       | 1       | 3       | 6       | 4     | 10    | 0     |
| 9     | R.P. de la Xina |             | 1           |             |        |        |          |          | 1       | 1       | 3       | 3       | 4     | 5     | 0     |
| 8     | Brasil          |             |             | 1           | 1      | 1      |          | 1        |         | 3       |         | 1       | 1     | 6     | 1     |
| 8     | Alemanya        |             |             |             |        | 1      |          |          |         | 1       | 2       | 4       | 2     | 6     | 0     |
| 7     | Polònia         | 1           |             |             | 1      |        | 1        |          | 2       |         | 1       | 1       | 6     | 1     | 0     |
| 7     | Japó            |             |             | 1           |        |        |          | 1        |         |         | 1       | 4       | 1     | 5     | 1     |
| 6     | Belarús         | 1           |             |             |        |        | 1        | 1        | 1       |         |         | 2       | 3     | 3     | 0     |
| 6     | Bèlgica         |             |             |             |        |        |          | 2        |         |         | 1       | 3       | 1     | 5     | 0     |
| 5     | Ucraïna         |             |             | 1           |        |        |          |          |         |         | 2       | 2       | 2     | 2     | 1     |
| 4     | Xina Taipei     |             | 2           |             |        |        |          |          |         |         |         | 2       | 0     | 4     | 0     |
| 4     | Kazakhstan      |             |             | 1           |        |        | 2        |          |         |         |         | 1       | 2     | 1     | 1     |
| 4     | Països Baixos   |             |             |             |        |        |          |          |         | 2       | 1       | 1       | 1     | 3     | 0     |
| 4     | Itàlia          |             |             |             |        |        |          |          |         |         | 3       | 1       | 3     | 1     | 0     |
| 3     | Nova Zelanda    |             | 1           |             |        |        |          |          |         | 1       |         | 1       | 0     | 3     | 0     |
| 3     | Espanya         |             |             |             |        |        |          | 1        |         |         | 1       | 1       | 1     | 2     | 0     |
| 3     | Suïssa          |             |             |             |        |        |          |          | 2       |         |         | 1       | 2     | 1     | 0     |
| 3     | França          |             |             |             |        |        |          |          |         | 1       |         | 2       | 0     | 3     | 0     |
| 3     | Regne Unit      |             |             |             |        |        |          |          |         |         | 1       | 2       | 1     | 2     | 0     |
| 3     | Indonèsia       |             |             |             |        |        |          |          |         |         |         | 3       | 0     | 3     | 0     |
| 2     | Canadà          |             | 1           |             |        |        |          |          |         | 1       | 1       |         | 1     | 2     | 0     |
| 2     | Austràlia       |             |             |             |        |        |          | 2        |         |         |         |         | 0     | 2     | 0     |
| 2     | Tunísia         |             |             |             |        |        |          |          | 1       |         | 1       |         | 2     | 0     | 0     |
| 2     | Estònia         |             |             |             |        |        |          |          |         | 1       |         | 1       | 0     | 2     | 0     |
| 2     | Noruega         |             |             |             |        |        |          |          |         | 1       |         | 1       | 0     | 2     | 0     |
| 2     | Geòrgia         |             |             |             |        |        |          |          |         |         |         | 2       | 0     | 2     | 0     |
| 2     | Hongria         |             |             |             |        |        |          |          |         |         |         | 2       | 0     | 2     | 0     |
| 1     | Grècia          |             |             |             |        |        | 1        |          |         |         |         |         | 1     | 0     | 0     |
| 1     | Croàcia         |             |             |             |        |        |          |          |         |         | 1       |         | 1     | 0     | 0     |
| 1     | Letònia         |             |             |             |        |        |          |          |         |         | 1       |         | 1     | 0     | 0     |
| 1     | Colòmbia        |             |             |             |        |        |          |          |         |         |         | 1       | 0     | 1     | 0     |
| 1     | Eslovàquia      |             |             |             |        |        |          |          |         |         |         | 1       | 0     | 1     | 0     |

## Rànquings
Les següents taules indiquen els rànquings de la WTA amb les vint millors tennistes individuals, i les deu millors parelles de la temporada 2023.

### Individual
| Rànquing individual WTA 2023 | Rànquing individual WTA 2023 | Rànquing individual WTA 2023 | Rànquing individual WTA 2023 | Rànquing individual WTA 2023 | Rànquing individual WTA 2023 |
| Pos.                         | Tennista                     | Punts                        | T.                           | Ant.                         | Mov.                         |
| ---------------------------- | ---------------------------- | ---------------------------- | ---------------------------- | ---------------------------- | ---------------------------- |
| 1                            | Iga Świątek                  | 9.295                        | 19                           | 1                            | =                            |
| 2                            | Arina Sabalenka              | 9.050                        | 16                           | 5                            | 3                            |
| 3                            | Coco Gauff                   | 6.580                        | 19                           | 7                            | 4                            |
| 4                            | Ielena Ribàkina              | 6.365                        | 18                           | 22                           | 18                           |
| 5                            | Jessica Pegula               | 5.975                        | 20                           | 3                            | 2                            |
| 6                            | Ons Jabeur                   | 4.195                        | 21                           | 2                            | 4                            |
| 7                            | Markéta Vondroušová          | 4.075                        | 17                           | 99                           | 92                           |
| 8                            | Karolína Muchová             | 3.651                        | 16                           | 149                          | 141                          |
| 9                            | Maria Sakkari                | 3.620                        | 24                           | 6                            | 3                            |
| 10                           | Barbora Krejčíková           | 2.880                        | 21                           | 21                           | 11                           |
| 11                           | Beatriz Haddad Maia          | 2.855                        | 23                           | 15                           | 4                            |
| 12                           | Madison Keys                 | 2.816                        | 18                           | 11                           | 1                            |
| 13                           | Jeļena Ostapenko             | 2.720                        | 23                           | 18                           | 5                            |
| 14                           | Petra Kvitová                | 2.660                        | 17                           | 16                           | 2                            |
| 15                           | Qinwen Zheng                 | 2.660                        | 23                           | 25                           | 10                           |
| 16                           | Liudmila Samsonova           | 2.650                        | 24                           | 20                           | 4                            |
| 17                           | Belinda Bencic               | 2.571                        | 17                           | 21                           | 5                            |
| 18                           | Dària Kassàtkina             | 2.550                        | 25                           | 8                            | 10                           |
| 19                           | Veronika Kudermétova         | 2.520                        | 25                           | 9                            | 10                           |
| 20                           | Caroline Garcia              | 2.095                        | 27                           | 4                            | 16                           |

#### Evolució número 1
| Tennista        | Data           | Setmanes |
| --------------- | -------------- | -------- |
| Iga Świątek     | Final 2022     | 36       |
| Arina Sabalenka | 11 de setembre | 8        |
| Iga Świątek     | 6 de novembre  | 7        |

### Dobles
| Rànquing dobles WTA 2023 | Rànquing dobles WTA 2023 | Rànquing dobles WTA 2023 | Rànquing dobles WTA 2023 | Rànquing dobles WTA 2023 | Rànquing dobles WTA 2023 |
| Pos.                     | Tennista                 | Punts                    | T.                       | Ant.                     | Mov.                     |
| ------------------------ | ------------------------ | ------------------------ | ------------------------ | ------------------------ | ------------------------ |
| 1                        | Storm Hunter             | 6.055                    | 18                       | 10                       | 9                        |
| 2                        | Elise Mertens            | 5.870                    | 15                       | 5                        | 3                        |
| 3                        | Coco Gauff               | 5.755                    | 14                       | 4                        | 1                        |
| 3                        | Jessica Pegula           | 5.755                    | 14                       | 6                        | 3                        |
| 5                        | Laura Siegemund          | 5.585                    | 22                       | 27                       | 22                       |
| 6                        | Hsieh Su-wei             | 5.241                    | 10                       | –                        | Augment                  |
| 7                        | Taylor Townsend          | 5.180                    | 12                       | 33                       | 26                       |
| 8                        | Gabriela Dabrowski       | 5.115                    | 20                       | 7                        | 1                        |
| 9                        | Vera Zvonariova          | 5.070                    | 22                       | 31                       | 22                       |
| 10                       | Kateřina Siniaková       | 4.895                    | 12                       | 1                        | 9                        |
| 11                       | Erin Routliffe           | 4.810                    | 33                       | 32                       | 21                       |
| 12                       | Shuko Aoyama             | 4.695                    | 27                       | 23                       | 9                        |
| 13                       | Barbora Krejčíková       | 4.665                    | 11                       | 3                        | 10                       |
| 14                       | Ena Shibahara            | 4.525                    | 25                       | 22                       | 8                        |
| 15                       | N. Melichar-Martinez     | 4.275                    | 29                       | 19                       | 4                        |
| 16                       | Desirae Krawczyk         | 4.155                    | 23                       | 16                       | =                        |
| 17                       | Ellen Perez              | 4.150                    | 29                       | 20                       | 3                        |
| 18                       | Luisa Stefani            | 4.030                    | 21                       | 55                       | 37                       |
| 19                       | Demi Schuurs             | 3.815                    | 21                       | 17                       | 2                        |
| 20                       | Leylah Fernandez         | 3.690                    | 12                       | 76                       | 56                       |

| Rànquing parelles WTA 2023 | Rànquing parelles WTA 2023            | Rànquing parelles WTA 2023 | Rànquing parelles WTA 2023 | Rànquing parelles WTA 2023 | Rànquing parelles WTA 2023 |
| Pos.                       | Parella                               | Punts                      | Ant.                       | Mov.                       |                            |
| -------------------------- | ------------------------------------- | -------------------------- | -------------------------- | -------------------------- | -------------------------- |
| 1                          | Jessica Pegula Coco Gauff             | 5.565                      | 3                          | 2                          |                            |
| 2                          | Storm Hunter Elise Mertens            | 5.130                      | –                          | Augment                    |                            |
| 3                          | Shuko Aoyama Ena Shibahara            | 3.790                      | 22                         | 19                         |                            |
| 4                          | Barbora Krejčíková Kateřina Siniaková | 3.785                      | 1                          | 3                          |                            |
| 5                          | Demi Schuurs Desirae Krawczyk         | 3.570                      | 8                          | 3                          |                            |
| 6                          | Vera Zvonariova · Laura Siegemund     | 3.405                      | 17                         | 11                         |                            |
| 7                          | Gabriela Dabrowski Erin Routliffe     | 3.386                      | –                          | Augment                    |                            |
| 8                          | N. Melichar-Martinez Ellen Perez      | 3.325                      | 9                          | 1                          |                            |
| 9                          | Taylor Townsend Leylah Fernandez      | 3.310                      | –                          | Augment                    |                            |
| 10                         | Hsieh Su-wei Wang Xinyu               | 2.955                      | –                          | Augment                    |                            |

#### Evolució número 1
| Tennista/es               | Data           | Setmanes |
| ------------------------- | -------------- | -------- |
| Kateřina Siniaková        | Final 2022     | 36       |
| Jessica Pegula Coco Gauff | 11 de setembre | 1        |
| Kateřina Siniaková        | 18 de setembre | 1        |
| Elise Mertens             | 25 de setembre | 4        |
| Jessica Pegula Coco Gauff | 23 d'octubre   | 2        |
| Storm Hunter              | 6 de novembre  | 8        |

## Guardons
- WTA Player of the Year: Iga Świątek[2]
- WTA Doubles Team of the Year: Storm Hunter i Elise Mertens[2]
- WTA Most Improved Player of the Year: Zheng Qinwen[2]
- WTA Newcomer of the Year: Mirra Andreeva[2]
- WTA Comeback Player of the Year: Elina Svitòlina[2]
- Karen Krantzcke Sportsmanship Award: Ons Jabeur[2]
- Peachy Kellmeyer Player Service Award: Gabriela Dabrowski[2]
- Jerry Diamond ACES Award: Jessica Pegula[2]
- WTA Coach of the Year: Tomasz Wiktorowski (Iga Świątek)[2]
- ITF World Champions individual: Arina Sabalenka[3]
- ITF World Champions dobles: Storm Hunter i Elise Mertens[3]
- WTA Tournament Awards[4]
  - WTA 1000: BNP Paribas Open (Indian Wells)
  - WTA 500: Credit One Charleston Open (Charleston)
  - WTA 250: Transylvania Open (Cluj-Napoca)

## Retirades
- Jana Čepelová (29 de maig de 1993)[5]
- Misaki Doi (29 d'abril de 1991)[5][6]
- Kirsten Flipkens (10 de gener de 1986)[5][7]
- Anett Kontaveit (24 de desembre de 1995)[5][8]
- Sania Mirza (15 de novembre de 1986)[5][9]
- Anastassia Rodiónova (12 de maig de 1982)[5]
- Samantha Stosur (30 de març de 1984)[5][10]
- Barbora Strýcová (28 de maç de 1986)[5][11]
- CoCo Vandeweghe (6 de desembre de 1991)[5][12]
- Marina Zanevska (24 d'agost de 1993)

## Retorns
- Caroline Wozniacki (11 de juliol de 1990)[13]

## Distribució de punts
| Categoria             | G     | F     | SF   | QF                                             | R16                                            | R32                                            | R64                                            | R128                                           | Q                                              | Q3                                             | Q2                                             | Q1                                             |                                                |
| Grand Slam (I)        | 2000  | 1300  | 780  | 430                                            | 240                                            | 130                                            | 70                                             | 10                                             | 40                                             | 30                                             | 20                                             | 2                                              |                                                |
| Grand Slam (D)        | 2000  | 1300  | 780  | 430                                            | 240                                            | 130                                            | 10                                             | –                                              | 40                                             | –                                              | –                                              | –                                              |                                                |
| WTA Finals (I)        | 1500* | 1080* | 750* | (+125 per cada victòria; +125 per cada partit) | (+125 per cada victòria; +125 per cada partit) | (+125 per cada victòria; +125 per cada partit) | (+125 per cada victòria; +125 per cada partit) | (+125 per cada victòria; +125 per cada partit) | (+125 per cada victòria; +125 per cada partit) | (+125 per cada victòria; +125 per cada partit) | (+125 per cada victòria; +125 per cada partit) | (+125 per cada victòria; +125 per cada partit) | (+125 per cada victòria; +125 per cada partit) |
| WTA Finals (D)        | 1500  | 1080  | 750  | 375                                            | –                                              | –                                              | –                                              | –                                              | –                                              | –                                              | –                                              | –                                              |                                                |
| WTA 1000 (96I)        | 1000  | 650   | 390  | 215                                            | 120                                            | 65                                             | 35                                             | 10                                             | 30                                             | –                                              | 20                                             | 2                                              |                                                |
| WTA 1000 (64I/60I)    | 1000  | 650   | 390  | 215                                            | 120                                            | 65                                             | 10                                             | –                                              | 30                                             | –                                              | 20                                             | 2                                              |                                                |
| WTA 1000 (28D/32D)    | 1000  | 650   | 390  | 215                                            | 120                                            | 10                                             | –                                              | –                                              | –                                              | –                                              | –                                              | –                                              |                                                |
| WTA 1000 (56I)        | 900   | 585   | 350  | 190                                            | 105                                            | 60                                             | 1                                              | –                                              | 30                                             | –                                              | 20                                             | 1                                              |                                                |
| WTA 1000 (28D)        | 900   | 585   | 350  | 190                                            | 105                                            | 1                                              | –                                              | –                                              | –                                              | –                                              | –                                              | –                                              |                                                |
| WTA 500 (64I/56I)     | 470   | 305   | 185  | 100                                            | 55                                             | 30                                             | 1                                              | –                                              | 25                                             | –                                              | 13                                             | 1                                              |                                                |
| WTA 500 (32I)         | 470   | 305   | 185  | 100                                            | 55                                             | 1                                              | –                                              | –                                              | 25                                             | 18                                             | 13                                             | 1                                              |                                                |
| WTA 500 (28D)         | 470   | 305   | 185  | 100                                            | 55                                             | 1                                              | –                                              | –                                              | –                                              | –                                              | –                                              | –                                              |                                                |
| WTA 500 (16D)         | 470   | 305   | 185  | 100                                            | 1                                              | –                                              | –                                              | –                                              | –                                              | –                                              | –                                              | –                                              |                                                |
| WTA Elite Trophy (I)  | 700*  | 440*  | 240* | (+80 per cada victòria, +40 per cada partit)   | (+80 per cada victòria, +40 per cada partit)   | (+80 per cada victòria, +40 per cada partit)   | (+80 per cada victòria, +40 per cada partit)   | (+80 per cada victòria, +40 per cada partit)   | (+80 per cada victòria, +40 per cada partit)   | (+80 per cada victòria, +40 per cada partit)   | (+80 per cada victòria, +40 per cada partit)   | (+80 per cada victòria, +40 per cada partit)   | (+80 per cada victòria, +40 per cada partit)   |
| WTA 250 (32I, 32Q)    | 280   | 180   | 110  | 60                                             | 30                                             | 1                                              | –                                              | –                                              | 18                                             | 14                                             | 10                                             | 1                                              |                                                |
| WTA 250 (32I, 24/16Q) | 280   | 180   | 110  | 60                                             | 30                                             | 1                                              | –                                              | –                                              | 18                                             | –                                              | 12                                             | 1                                              |                                                |
| WTA 250 (28D)         | 280   | 180   | 110  | 60                                             | 30                                             | 1                                              | –                                              | –                                              | –                                              | –                                              | –                                              | –                                              |                                                |
| WTA 250 (16D)         | 280   | 180   | 110  | 60                                             | 1                                              | –                                              | –                                              | –                                              | –                                              | –                                              | –                                              | –                                              |                                                |

I: individual, D: dobles, Q: qualificació.

* Assumint tots els partits guanyats en la fase Round Robin.